# Diocesi di Bayonne

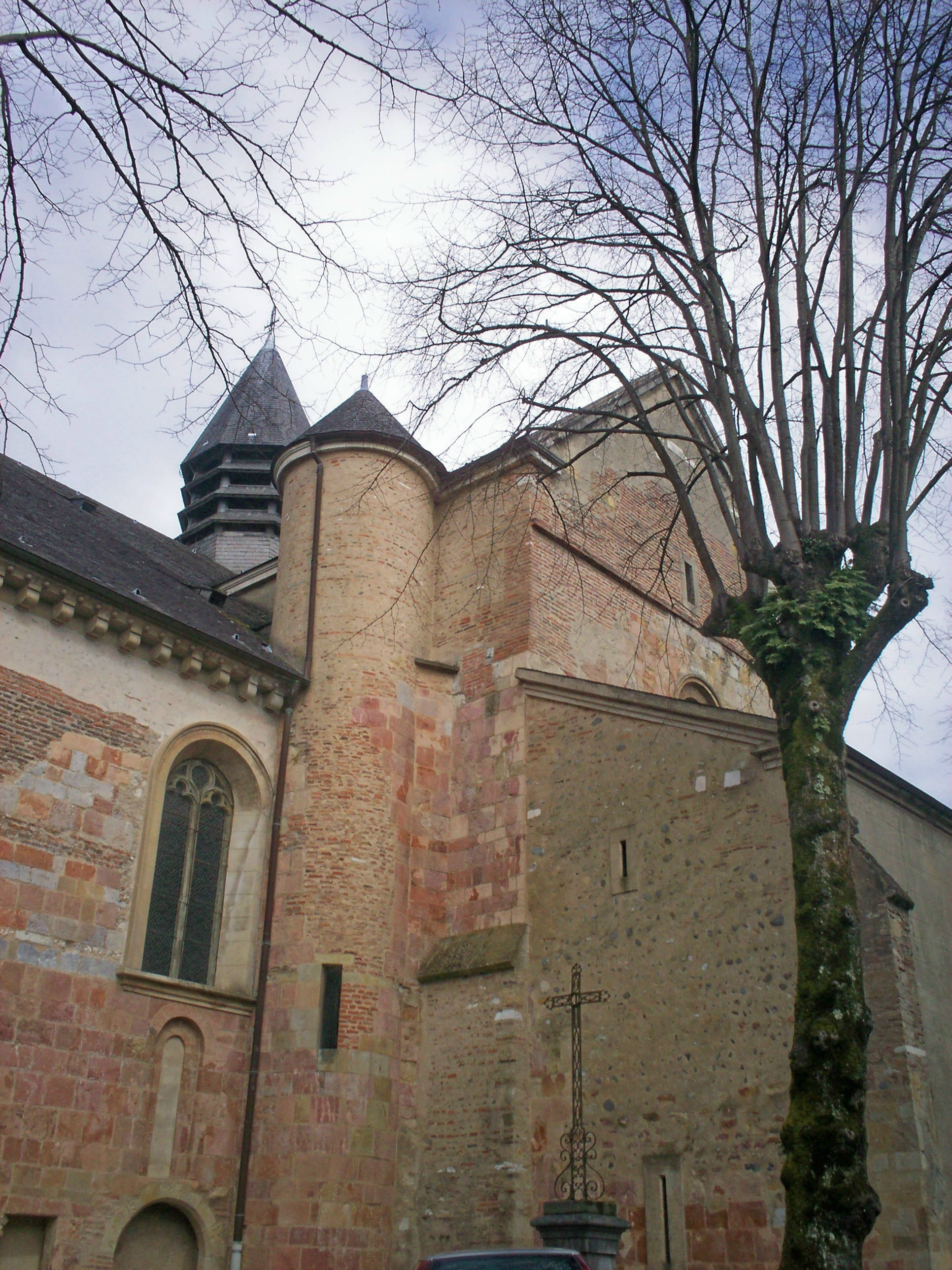
L'ex cattedrale dell'Assunzione di Maria Vergine a Lescar

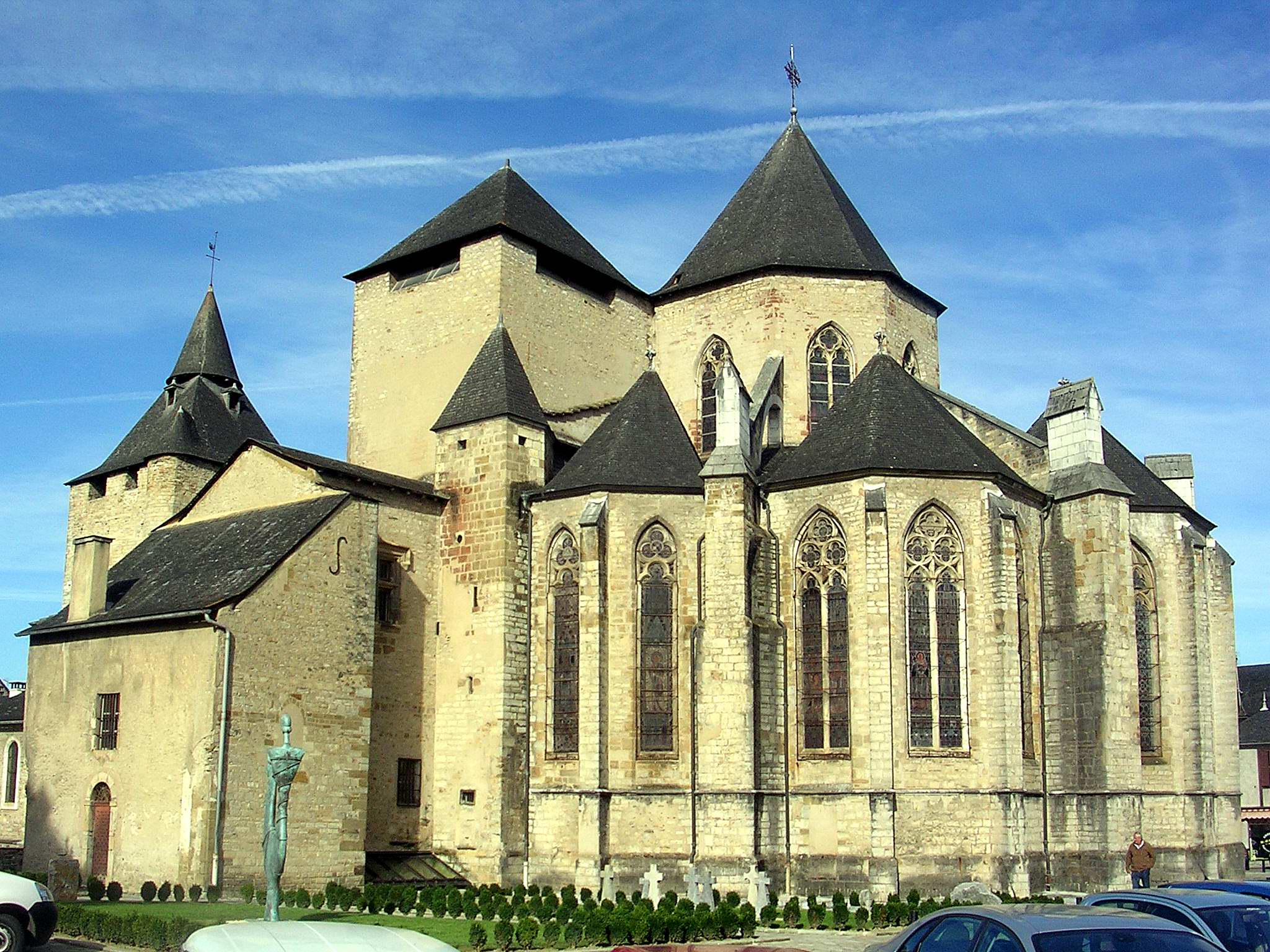
L'ex cattedrale di Santa Maria a Oloron

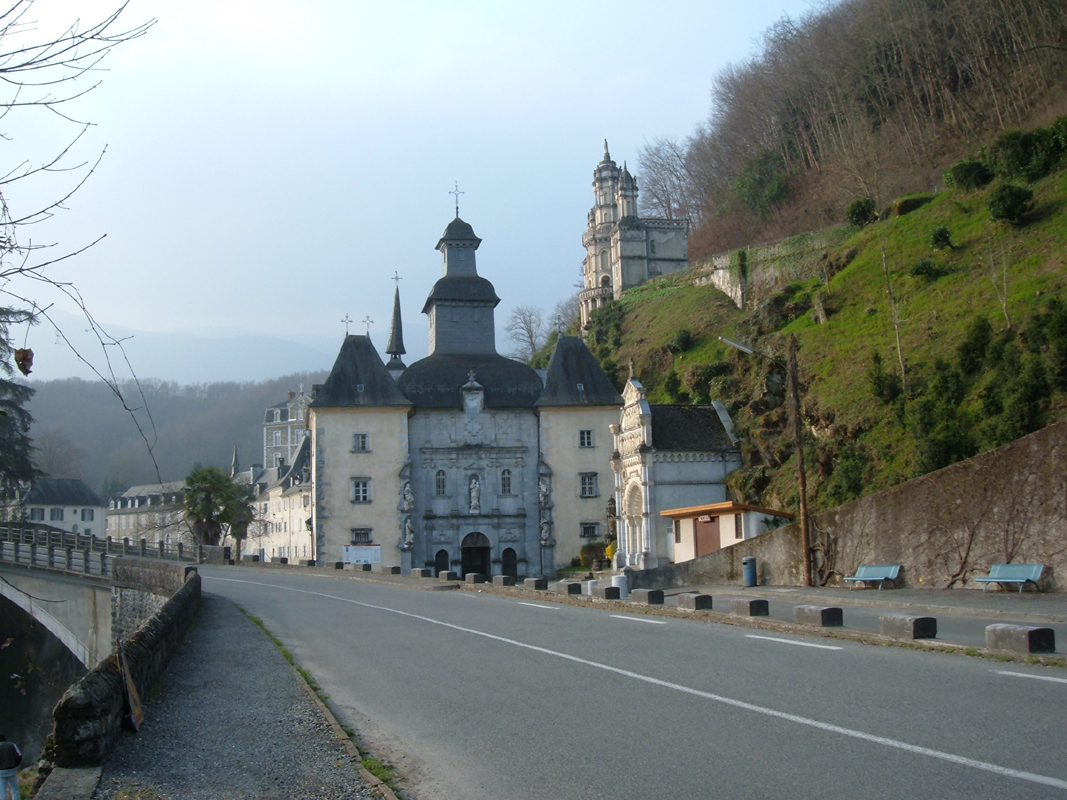
Il Santuario Nostra Signora di Bétharram, dove nel 1835 il sacerdote della diocesi Michel Garicoïts fonda la congregazione dei Preti del Sacro Cuore di Gesù di Bétharram.

La diocesi di Bayonne (in latino Dioecesis Baionensis) è una sede della Chiesa cattolica in Francia suffraganea dell'arcidiocesi di Bordeaux. Nel 2022 contava 597.000 battezzati su 697.000 abitanti. È retta dal vescovo Marc Marie Max Aillet.
Dal 1909 ai vescovi di Bayonne è concesso di portare il titolo di "vescovi di Lescar e di Oloron" (Lascurrensis et Oloronensis).

## Territorio
La diocesi comprende il dipartimento francese dei Pirenei Atlantici.
Sede vescovile è la città di Bayonne, dove si trova la cattedrale di Santa Maria.
Fino agli inizi del III millennio, la diocesi comprendeva oltre 500 parrocchie. In seguito alla riforma delle parrocchie il loro numero è stato ridotto a 70, raggruppate in 5 zone pastorali: zona basca costiera, zona basca interna, zona del Béarn meridionale e occidentale, zona del Béarn settentrionale e orientale, zona di Pau.

## Storia
Incerte sono le origini della diocesi di Bayonne, sulle quali gli storici hanno sostenuto almeno sei teorie diverse. Le ipotesi o tesi maggiormente sostenute sono le seguenti:
- secondo la tradizione, primo vescovo e fondatore della diocesi è san Leone, vissuto alla fine del IX secolo, che avrebbe subito il martirio a Bayonne attorno all'890;[2]
- la diocesi sarebbe sorta attorno al 1030, in concomitanza con la fondazione della viscontea di Labourd da parte di Sancho di Navarra, e primo vescovo certo sarebbe Raimondo il vecchio; ne è prova il fatto che la parte spagnola della diocesi dipendeva ancora da Pamplona nel 1027 e perciò la diocesi sarebbe sorta dopo questa data;[3]
- la diocesi sarebbe sorta in occasione della fondazione ad opera di Carlo Magno del ducato di Aquitania nel 778;[4]
- la diocesi risalirebbe al V o VI secolo, in seguito alla sconfitta dei Visigoti ad opera dei Franchi, che spinsero il loro regno oltre i Pirenei e fondarono diverse diocesi, tra cui quella di Lapurdum, l'odierna Bayonne, che è menzionata come civitas in un documento della fine del VI secolo. Come tutte le civitates di epoca romana, si conclude che anche Bayonne doveva essere sede episcopale.[5]

Tutte le ipotesi sono concordi nello stabilire che il territorio della diocesi di Bayonne fu ricavato da quello di Dax. Esclusi alcuni vescovi spuri o apocrifi, i primi storicamente documentati sono i cosiddetti vescovi di Guascogna.
Infatti alcuni studiosi nell'Ottocento hanno avanzato l'ipotesi che tra il X e l'XI secolo, in concomitanza con la nascita del ducato di Guascogna, le diocesi della parte occidentale della Novempopulana (Bayonne, Lescar, Oloron, Aire e Dax) abbiano costituito un'unica grande diocesi, con il nome di diocesi di Guascogna con probabile sede a Bazas. Sono tre i vescovi noti che le fonti chiamano episcopi Vasconiae seu Vasconensis: Gombaldo, Arsio Raca e Raimondo il vecchio. Il concilio di Tolosa del 1058 mise fine a questa situazione irregolare, restaurando tutte le antiche sedi episcopali, spesso vacanti da lungo tempo. Di questi, solo Raimondo il vecchio, oltre a quello di Guascogna, ebbe anche il titolo di vescovo di Bayonne. Dovette abbandonare le diocesi da lui amministrate; a Bayonne fu sostituito dall'omonimo Raimondo il giovane, a cui papa Niccolò II affidò il compito di riorganizzare la diocesi.
Dal punto di vista geo-politico, fino al XV secolo la diocesi era composta di due regioni: la Labourd sotto il dominio inglese, e la Bassa Navarra che dipendeva dal regno di Navarra. Essa era suffraganea dell'arcidiocesi di Auch e durante il Medioevo si trovava lungo il transito del cammino di Santiago.
All'epoca dello scisma d'Occidente, la diocesi si divise in due parti: la Labourd sotto il dominio inglese, parteggiò per il papa di Roma, mentre la Bassa Navarra, come tutto il resto del regno, appoggiò i papi di Avignone. In questo contesto, Saint-Jean-Pied-de-Port divenne sede del vescovo di obbedienza avignonese con il suo capitolo.
Dopo il 1562 incominciarono le violenze in seguito alla riforma protestante, che si diffuse anche nella regione della Bassa Navarra e del Béarn, entrambe parte integrante del regno di Navarra. Nel 1570 la regina Jeanne d'Albret decretò la soppressione del cattolicesimo, la proibizione dell'esercizio del culto cattolico e la confisca dei beni della Chiesa; la stessa chiese ad alcuni preti passati alla nuova religione di tradurre la Bibbia in basco. Il culto cattolico verrà ristabilito solo alla fine del secolo dopo l'editto di Fontainebleau.
Una conseguenza della diffusione del protestantesimo nella diocesi di Bayonne fu la modifica dei suoi confini. Infatti fino al 1566 la diocesi includeva una porzione di territorio spagnolo: i quattro arcipresbiterati di Bastan, Lerin, Cinco Villas in Navarra, e Fontarabia nel Paese Basco, un retaggio delle conquiste di Carlo Magno oltre i Pirenei. Durante il periodo delle guerre di religione, questi territori furono ceduti alla diocesi di Pamplona, perché non fossero contagiati dall'eresia luterana.
La diocesi fu uno dei maggiori centri francesi simpatizzanti verso il giansenismo che ebbe larga influenza soprattutto nel Settecento. Basti pensare che per un certo periodo lo stesso Giansenio abitò Bayonne ed ebbe tra i suoi maggiori allievi Jean Duvergier de Hauranne, canonico della cattedrale.
I seminari della regione furono istituiti con un certo ritardo rispetto al concilio di Trento: quello di Bayonne, istituito negli anni 1720 dal vescovo André de Drulliet, di simpatie gianseniste che si appellò contro la bolla Unigenitus di papa Clemente XI, avrà problemi con la dottrina giansenista. Nel 1728 il nuovo vescovo Pierre-Guillaume de La Vieuxville vietò ai seminaristi di frequentare il seminario retto dai padri Dottrinari; in seguito gli studi ripresero, ma nel 1774 gli allievi furono di nuovo ritirati. Sarà riaperto nel 1806. Per combattere il giansenismo, nel Settecento era stato aperto un altro seminario a Larressore.
In seguito al Concordato, con la bolla Qui Christi Domini di papa Pio VII del 29 novembre 1801 la diocesi si ampliò, incorporando porzioni delle diocesi di Saint-Bernard de Comminges, di Lescar, di Lombez, di Oloron, di Tarbes, di Aire e di Dax, che furono tutte soppresse. Essa comprendeva i tre dipartimenti dei Pirenei Atlantici, degli Alti Pirenei e delle Landes.
Il 6 ottobre 1822 furono ristabilite le diocesi di Aire e di Tarbes, ricavandone il territorio dalla diocesi di Bayonne. Il territorio dell'attuale diocesi comprende per intero il territorio delle antiche diocesi di Bayonne e di Oloron, quasi tutto quello della sede di Lescar (ad eccezione di 10 parrocchie), un terzo dell'antica diocesi di Dax, ed una ventina di parrocchie delle antiche diocesi di Aire e di Tarbes.
Dopo l'ondata rivoluzionaria, principale compito dei vescovi nell'Ottocento fu la formazione dei preti. Si deve soprattutto a Loison e al d'Astros l'aver riaperto il seminario maggiore di Bayonne e quelli minori di Larressore e di Oloron; e di aver aperto un altro seminario maggiore nel monastero di Bétharram. In secondo luogo, i vescovi si adoperarono per la rievangelizzazione della popolazione, soprattutto nelle campagne; in questo contesto, furono fondate due congregazioni diocesane per le missioni popolari, i missionari di Hasparren e quelli di Bétharram.
Verso la fine dell'Ottocento il ralliement à la République auspicato dal cardinale Lavigerie e imposto da papa Leone XIII, non trovò d'accordo i preti baschi della diocesi, cosa che mise in difficoltà il vescovo François-Antoine Jauffret, anche nei confronti della Santa Sede.
La politica anticlericale francese dopo il 1905 impedì al vescovo Gieure di prendere possesso del palazzo episcopale, requisì i seminari e i beni delle chiese. Un nuovo seminario fu eretto a partire dal 1914 e inaugurato nel 1919. Alcuni rettori furono destituiti perché accusati di insegnare dottrine moderniste.
Il 22 giugno 1909 i vescovi di Bayonne ottennero di poter aggiungere al proprio titolo quelli di Lescar e di Oloron.
Durante la Seconda guerra mondiale il vescovo Edmund Vansteenberghe condannò il razzismo e il nazionalismo e protestò contro i rastrellamenti ai danni degli ebrei. Pur essendo un moderato sostenitore di Pétain, nel 1943 pronunciò un'omelia a favore della resistenza.
L'8 dicembre 2002, con la riorganizzazione delle circoscrizioni diocesane francesi, è entrata a far parte della provincia ecclesiastica dell'arcidiocesi di Bordeaux.

## Cronotassi dei vescovi
Si omettono i periodi di sede vacante non superiori ai 2 anni o non storicamente accertati.
- San Leone † (889 - circa 890 deceduto)
- Episcopi Vasconiensis :
  - Gombaldo † (menzionato nel 977)
  - Arsio Raca † (menzionato nel 982)
  - Raymond I le Vieux[10] † (prima del 1033 - 1058 deposto)
- Raymond II le Jeune † (1059 - dopo il 1063)
- Guillaume I ? † (menzionato nel 1065 circa)[11]
- Bernard d'Astarac (o de Sainte-Christie), O.S.B. † (circa 1080 - circa 1118 nominato arcivescovo di Auch)
- Garcias I † (menzionato nel 1119)[12]
- Raymond de Martres, O.S.B. † (circa 1121 - 22 aprile 1125 deceduto)
- Arnaud Loup de Benabat † (1125 - dopo il 1141)
- Arnaud Formatel † (menzionato nel 1149)
- Fortaner † (circa 1150 - circa 1170 dimesso)
- Pierre Bertrand d'Espelette † (menzionato nel 1170)
- Adhémar † (prima del 1179 - dopo il 1181)
- Bernard de Lacarre † (circa 1185 - circa 1206 deceduto)
- Arsivus de Navailles † (menzionato nel 1207)
- Raymond de Luc † (prima del 1213 - dopo il 1224)
- Raymond Guillaume de Donzac † (prima del 1228 - dopo il 1256)
- Sanz de Uaïtze † (circa 1259 - dopo il 1275)
- Dominique de Manx † (prima del 1279 - 1302)
- Arnaud Raymond de Mont † (1303 - circa 1309 deceduto)
- P. de Mont † (menzionato nel 1308)[13]
- Pierre de Marenne † (1309 - 1314 deceduto)
- Bernard de Brèle † (29 marzo 1314 - dopo il 13 ottobre 1316 deceduto)
- Pierre de Maslac, O.F.M. † (20 dicembre 1316 - 1318 deceduto)
- Pierre de Saint-Jean, O.P. † (27 giugno 1319 - 1357 deceduto)
- Guillaume du Pin † (8 febbraio 1357 - dopo luglio 1359 deceduto)
- Guillaume de Saint-Jean † (prima del 1367 - dopo il 1368)
- Pierre d'Oriach, O.F.M. † (20 giugno 1371 - dopo il 1377)
- Obbedienza avignonese:
  - Pierre de Sumelaga, O.F.M. † (22 aprile 1383 - ? deceduto)
  - Garcia Henguy (Eugí, Euguí, Enguí, Huguí), O.E.S.A. † (12 febbraio 1384 - 1409 dimesso)[14]
  - Guillaume-Arnaud de la Borde, O.F.M. † (3 luglio 1409 - 9 dicembre 1444 nominato vescovo di Dax)[15]
- Obbedienza romana:
  - Barthélémy de La Rivière (o d'Arribeire), O.P. † (prima del 1383 - 1392 deceduto)
  - Garsias Menéndez, O.F.M. † (11 febbraio 1393 - 1405 deceduto)
  - Pierre du Bernet † (20 gennaio 1406 - 1415)
  - Pierre de Mauloc † (1416 - 1417 deceduto)
- Garsie-Arnaud de la Sègue † (9 dicembre 1444 - 1454 deceduto)
- Jean de Mareuil † (1º luglio 1454 - 28 settembre 1463 nominato vescovo di Uzès)
- Jean de Laur † (28 settembre 1463 - 5 maggio 1484 dimesso)
  - Sede vacante (1484-1495)
  - Pierre de Foix † (5 maggio 1484 - 10 agosto 1490 deceduto) (amministratore apostolico)
- Jean de La Barrière † (3 luglio 1495 - 1504 deceduto)
- Bertrand de Lahet † (8 luglio 1504 - 5 agosto 1519 deceduto)
- Hector d'Ailly de Rochefort † (23 dicembre 1519 - 12 febbraio 1524 nominato vescovo di Toul)
- Jean du Bellay † (12 febbraio 1524 - 16 settembre 1532 nominato vescovo di Parigi)
- Étienne Poncher † (25 settembre 1532 - 6 aprile 1551 nominato arcivescovo di Tours)
- Jean Dufresne de Moustiers † (6 aprile 1551 - 1566 dimesso)
- Jean de Sossiondo † (13 marzo 1566 - 23 novembre 1578 deceduto)
- Jacques Maury † (4 novembre 1579 - 15 gennaio 1593 deceduto)
  - Sede vacante (1593-1599)
- Bertrand d'Echaux † (17 marzo 1599 - 26 giugno 1617 nominato arcivescovo di Tours)
  - Sede vacante (1617-1621)
- Claude Des Marets de Rueil † (15 novembre 1621 - 20 marzo 1628 nominato vescovo di Angers)
  - Henri de Béthune † (ottobre 1626 - 19 novembre 1629 nominato vescovo di Maillezais) (vescovo eletto)
- Raymond de Montaigne † (4 marzo 1630 - marzo 1637 deceduto)
- François Fouquet † (28 febbraio 1639 - 31 agosto 1643 dimesso)
- Jean d'Olce † (31 agosto 1643 - 8 febbraio 1681 deceduto)
- Gaspard de Priêle † (22 settembre 1681 - 19 giugno 1688 deceduto)
  - Sede vacante (1688-1692)
- Léon de la Lane † (10 marzo 1692 - 6 agosto 1700 deceduto)
- René-François de Beauvau du Rivau † (18 aprile 1701 - prima del 7 novembre 1707 dimesso)
- André de Drulliet † (7 novembre 1707 - 19 novembre 1727 deceduto)
- Pierre-Guillaume de La Vieuxville † (14 giugno 1728 - 30 giugno 1734 deceduto)
- Jacques Bonne-Gigault de Bellefonds † (27 febbraio 1736 - 25 novembre 1741 dimesso)
- Christophe de Beaumont du Repaire † (27 novembre 1741 - 8 luglio 1745 dimesso)
- Guillaume d'Arches † (19 luglio 1745 - 13 ottobre 1774 deceduto)
- Jules Ferron de La Ferronays † (13 marzo 1775 - 13 dicembre 1783 dimesso)
- Etienne-Joseph de Pavée de La Villevieille † (15 dicembre 1783 - marzo 1793 deceduto)
  - Sede vacante (1793-1802)
- Joseph-Jacques Loison † (11 novembre 1802 - 17 febbraio 1820 deceduto)
- Paul-Thérèse-David d'Astros † (29 maggio 1820 - 5 luglio 1830 nominato arcivescovo di Tolosa)
- Etienne-Bruno-Marie d'Arbou † (5 luglio 1830 - 23 gennaio 1837 dimesso)
- François Lacroix † (12 febbraio 1838 - 6 luglio 1878 ritirato)
- Arthur-Xavier Ducellier † (15 luglio 1878 - 26 maggio 1887 nominato arcivescovo di Besançon)
- Alfred-François Fleury-Hottot † (26 maggio 1887 - 10 agosto 1889 deceduto)
- François-Antoine Jauffret † (30 dicembre 1889 - 16 giugno 1902 deceduto)
  - Sede vacante (1902-1906)
- François-Xavier-Marie-Jules Gieure † (21 febbraio 1906 - 31 gennaio 1934 ritirato)[16]
- Henri-Jean Houbaut † (24 dicembre 1934 - 17 luglio 1939 deceduto)
- Edmund Vansteenberghe † (6 ottobre 1939 - 10 dicembre 1943 deceduto)
- Léon-Albert Terrier † (24 luglio 1944 - 12 maggio 1957 deceduto)
- Paul Joseph Marie Gouyon † (6 agosto 1957 - 6 settembre 1963 nominato arcivescovo coadiutore di Rennes)
- Jean-Paul-Marie Vincent † (18 dicembre 1963 - 13 giugno 1986 ritirato)
- Pierre Jean Marie Marcel Molères (13 giugno 1986 succeduto - 15 ottobre 2008 ritirato)
- Marc Marie Max Aillet, dal 15 ottobre 2008

## Statistiche
La diocesi nel 2022 su una popolazione di 697.000 persone contava 597.000 battezzati, corrispondenti all'85,7% del totale.
| anno | popolazione | popolazione | popolazione | presbiteri | presbiteri | presbiteri | presbiteri                | diaconi | religiosi | religiosi | parrocchie |
| anno | battezzati  | totale      | %           | numero     | secolari   | regolari   | battezzati per presbitero | diaconi | uomini    | donne     | parrocchie |
| ---- | ----------- | ----------- | ----------- | ---------- | ---------- | ---------- | ------------------------- | ------- | --------- | --------- | ---------- |
| 1950 | 407.338     | 415.797     | 98,0        | 1.019      | 853        | 166        | 399                       |         | 308       | 1.983     | 512        |
| 1959 | 416.060     | 420.019     | 99,1        | 1.046      | 855        | 191        | 397                       |         | 338       | 1.900     | 520        |
| 1970 | 501.274     | 508.734     | 98,5        | 861        | 716        | 145        | 582                       |         | 224       | 1.816     | 527        |
| 1980 | 532.600     | 536.700     | 99,2        | 798        | 644        | 154        | 667                       |         | 237       | 1.610     | 527        |
| 1990 | 554.000     | 575.000     | 96,3        | 642        | 501        | 141        | 862                       | 3       | 226       | 1.330     | 526        |
| 1995 | 550.000     | 581.000     | 94,7        | 539        | 408        | 131        | 1.020                     | 6       | 211       | 1.153     | 523        |
| 2000 | 550.000     | 581.000     | 94,7        | 533        | 402        | 131        | 1.031                     | 6       | 211       | 1.153     | 523        |
| 2001 | 550.000     | 581.000     | 94,7        | 533        | 402        | 131        | 1.031                     | 6       | 211       | 1.153     | 523        |
| 2002 | 550.000     | 620.763     | 88,6        | 499        | 371        | 128        | 1.102                     | 6       | 189       | 835       | 89         |
| 2003 | 550.000     | 620.763     | 88,6        | 466        | 336        | 130        | 1.180                     | 5       | 197       | 812       | 69         |
| 2004 | 550.000     | 620.763     | 88,6        | 471        | 331        | 140        | 1.167                     | 5       | 198       | 793       | 69         |
| 2006 | 505.000     | 606.000     | 83,3        | 488        | 349        | 139        | 1.034                     | 6       | 200       | 756       | 69         |
| 2012 | 570.000     | 669.300     | 85,2        | 402        | 279        | 123        | 1.417                     | 8       | 163       | 471       | 69         |
| 2015 | 576.000     | 676.608     | 85,1        | 417        | 298        | 119        | 1.381                     | 10      | 144       | 404       | 69         |
| 2018 | 572.200     | 667.249     | 85,8        | 344        | 244        | 100        | 1.663                     | 10      | 126       | 449       | 70         |
| 2020 | 582.500     | 679.354     | 85,7        | 312        | 224        | 88         | 1.866                     | 11      | 127       | 407       | 70         |
| 2022 | 597.000     | 697.000     | 85,7        | 297        | 221        | 76         | 2.010                     | 10      | 89        | 358       | 70         |